# Maria Gigova
Maria Gigova (Sófia, Bulgária, 24 de abril de 1947) é uma ex-ginasta búlgara, que competiu em provas da ginástica rítmica.